# Glauber Rocha
Glauber Pedro de Andrade Rocha (Vitória da Conquista, 14 de març de 1938 − Rio de Janeiro, 22 d'agost de 1981) fou un influent director de cinema brasiler, actor i guionista, conegut sobretot per la seva pel·lícula Deus e o Diabo na Terra do Sol del 1964.

## Biografia
Rocha va néixer a Vitória da Conquista i es traslladà amb la seva família a Salvador quan només tenia nou anys, i hi estudià en una famosa i prestigiosa escola presbiteriana. Durant la seva adolescència, desenvolupà un gran interès per les arts, sobretot pel teatre i pel cinema, i àdhuc s'uní a un grup teatral. Fou molt actiu en política, un tret que seria molt influent en les seves obres.
Amb setze anys començà a treballar com a freelancer per a un diari local i debutà com a crític de cinema. Més endavant, acudí a classes de dret durant uns dos anys i el 1959, després d'intervenir en alguns projectes com a assistent, finalment dirigí Pátio, el seu primer curtmetratge. Després d'obtenir cert reconeixement a Bahia per la seva obra i crítica artística, Rocha decidí deixar els estudis i seguir una carrera com a periodista, a més de director de cinema.
Es feu famós per la seva trilogia composta per Deus e o Diabo na Terra do Sol (1964), potser la pel·lícula més coneguda, nominada per a la Palma d'Or, Terra em Transe (1967) i O Dragão da Maldade Contra o Santo Guerreiro (1969, també coneguda com a Antonio das Mortes), que obtingué el premi al millor director a Cannes.
Les seves pel·lícules eren conegudes pels seus temes polítics expressats de manera forta, sovint combinats amb misticisme i folklore, però també pel seu particular estil i fotografia. Rocha és considerat com un dels millors directors brasilers de tots els temps i líder del moviment del cinema novo, així com un gran polemista.
El 1971, durant el règim dictatorial militar brasiler, sortí del país en un exili voluntari, vivint en molts llocs, com a Espanya, Xile i Portugal. Mai més tornà definitivament al seu país d'origen fins als darrers dies, quan anà des de Lisboa, on havia rebut tractament mèdic per a una infecció pulmonar, fins a Rio de Janeiro. Rocha resistí a l'hospital durant diversos dies, però finalment morí el 22 d'agost del 1981 amb quaranta-tres anys.

## Filmografia
- 1959 - Pátio, curtmetratge, en blanc i negre
- 1959 - Cruz na Praça, curtmetratge, en blanc i negre
- 1961 - Barravento, llargmetratge, en blanc i negre
- 1964 - Deus e o Diabo na Terra do Sol, llargmetratge, en blanc i negre
- 1965 - Amazonas, Amazonas, curtmetratge, en color
- 1966 - Maranhão 66, curtmetratge, en blanc i negre
- 1967 - Terra em transe, llargmetratge, en blanc i negre
- 1968 - 1968, curtmetratge, en blanc i negre
- 1969 - O Dragão da Maldade Contra o Santo Guerreiro (Antonio das Mortes), llargmetratge, en color
- 1970 - Cabezas cortadas, llargmetratge, en color, rodat a Espanya.
- 1970 - O Leão de Sete Cabeças, llargmetratge, en color
- 1972 - Câncer, llargmetratge, en blanc i negre
- 1974 - Historia do Brasil, llargmetratge, en blanc i negre
- 1975 - As Armas e o Povo, llargmetratge, en blanc i negre
- 1975 - Claro, llargmetratge, en color
- 1977 - Di (o Di-Glauber y Di Cavalcanti), curtmetratge, en color
- 1977 - Jorjamado no Cinema, llargmetratge, en color
- 1980 - A Idade da Terra, llargmetratge, en color
- 1985 - História do Brasil (post mortem)

## Premis i nominacions

### Premis
- 1969: Premi a la millor direcció (Festival de Canes) per O Dragão da Maldade contra o Santo Guerreiro

### Nominacions
- 1964: Palma d'Or per Deus e o Diabo na Terra do Sol
- 1967: Palma d'Or per Terra em Transe
- 1969: Palma d'Or per O Dragão da Maldade contra o Santo Guerreiro
- 1977: Palma d'Or al millor curtmetratge per Di Cavalcanti
- 1980: Lleó d'Or per A Idade da Terra